# Riotinto Balompié
El Riotinto Balompié es un club de fútbol español de la localidad de Minas de Riotinto en la provincia de Huelva, Andalucía. Fue fundado en 1914 y juega en la Primera División Andaluza. Jugó en Tercera División en las temporadas 1982-83 y 1983-84.

## Uniforme
- Uniforme titular: Camiseta blanca y roja, pantalón negro y medias negras.
- Uniforme suplente: Camiseta negra con trazas rojas, pantalón negro y medias negras.

## Trayectoria

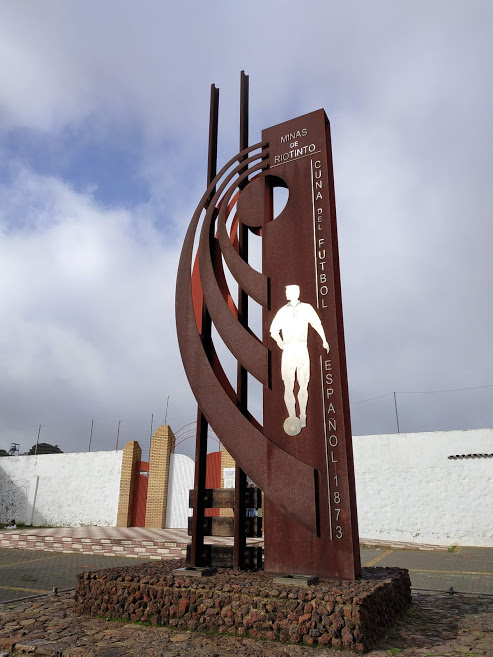
Monumento a la cuna del futbol español

Desde la creación del nuevo sistema de ligas regionales, el equipo ha tenido los siguientes resultados:
- 2009/2010: 16.º Regional Preferente Huelva
- 2010/2011: 5.º Primera Provincial Huelva
- 2011/2012: 8.º Primera Provincial Huelva
- 2012/2013: 9.º Primera Provincial Huelva
- 2013/2014: 4.º Primera Provincial Huelva
- 2014/2015: 8.º Tercera División Andaluza
- 2015/2016: 8.º Tercera División Andaluza
- 2016/2017: 2.º Segunda División Andaluza
- 2017/2018: 15.º Primera División Andaluza
- 2018/2019: 5.º Segunda División Andaluza
- 2019/2020: 14.º Primera División Andaluza
- 2020/2021: 2.º Primera División Andaluza
- 2021/2022: 10.º Primera División Andaluza

## Palmarés

### Torneos nacionales
- Copa Provincial (1): 2021-2022